# SsangYong Chairman
SsangYong Chairman là một chiếc sedan hạng sang sản xuất bởi nhà sản xuất ô tô Hàn Quốc SsangYong Motor Company. Nó được chế tạo trên cơ sở chiếc Mercedes-Benz E-Class (được gọi là W124) của những năm 1980, nhưng được thiết kế lại để giống với chiếc Mercedes-Benz S-Class (được gọi là W140) của những năm 1990.
Một model có chiều dài cơ sở lớn cũng được sản xuất, và nó được một số công ty điều hành xe limousine tại Hàn Quốc ưa thích.
Từ năm 1998 đến năm 2000, SsangYong thuộc sở hữu của Daewoo Motors, chiếc xe này được đổi sang thương hiệu Daewoo cho xuất khẩu nhưng vào năm 2000, SsangYong đã lấy lại thương hiệu cũ và tiếp tục sử dụng nó thậm chí sau khi công ty ô tô Trung Quốc Shanghai Automotive Industry Corporation (上海汽車, SAIC) trở thành cổ đông chính của SsangYong motors năm 2004.
Năm 2008, Chairman được đổi tên thành Chairman W để phân biệt model mới với model cũ Chairman H.

## Lịch sử
Khi lần đầu tiên xuất hiện ở thị trường Hàn Quốc năm 1997, Chairman là một chiếc sedan hạng sang. Nhà sản xuất của nó, SsangYong, vốn nổi tiếng về những chiếc SUV và RV và Chairman là chiếc sedan duy nhất của họ.

## Chairman H (1997-2008)
SsangYong đã đổi tên model Chairman trước năm 2008 thành Chairman H để phân biệt nó với Chairman W. Chairman H có cùng kiểu dáng, nội thất, động cơ, bộ truyền động và các đặc điểm như các model trước. Năm 2003, Chairman được thiết kế lại lưới tản nhiệt trước, đèn trước và sau và nâng cấp nội thất.
Chairman H 2005 (dù dựa trên chiếc Mercedes-Benz 300E cũ năm 1995) có nhiều tính năng điện của một chiếc xe thời gian đó và ở mức giá đó, gồm: các giá giữ cốc có thể làm nóng, làm mát, cảm biến đỗ phía sau, cần gạt nước cảm biến tự động, chống bó cứng phanh, kiểm soát ổn định và độ bám, chữ "Chairman" trên cửa được chiếu sáng và các ghế sau được điều khiển điện độc lập và lùi về sau khi động cơ tắt để tăng khoảng cách cho việc ra vào xe, ghế ngồi của tài xế và vô lăng cũng hoạt động như vậy.
Dù được bán trên toàn thế giới, Chairman H có doanh số kém bên ngoài Hàn Quốc. Điều này bởi cả việc nó bị phê bình kém và thiếu hụt hệ thống đại lý của SsangYong.

### Động cơ
| Model      | Sẵn có    | Động cơ                     | Dung tích | Công suất       |
| ---------- | --------- | --------------------------- | --------- | --------------- |
| 2.3 L4 150 | từ đầu    | 4 xi lanh thẳng hàng Petrol | 2300 Cm ³ | 110 kW (150 HP) |
| 2.8 L6 200 | từ đầu    | 6 xi lanh thẳng hàng Petrol | 2800 Cm ³ | 145 kW (197 HP) |
| 3.2 L6 220 | từ đầu    | 6 xi lanh thẳng hàng Petrol | 3199 Cm ³ | 162 kW (220 HP) |
| 3.6 L6 280 | from 2007 | 6 xi lanh thẳng hàng Petrol | 3598 Cm ³ | 175 kW (279 HP) |

### Gallery

Chairman H limo. Chairman H limo.
Chairman H phía sau. Chairman H phía sau.
Chairman H nội thất. Chairman H nội thất.

## Chairman W (2008-hiện tại)
SsangYong đã phát triển chiếc xe mũi nhọn Chairman W của mình, trang bị cho New Chairman động cơ V8 5 lít và  bộ truyền động tự động 7 cấp (7G-Tronic) của Mercedes-Benz. Chairman W xuất phát từ chiếc xe ý tưởng SsangYong WZ.
Nhà sản xuất nói rằng 'W' có nghĩa 'World Class' (Tầm cỡ Thế giới) .
Chairman W được cung cấp với sáu kiểu bố trí ngoại thất với hai động cơ, và một phiên bản limo, và hệ dẫn động bốn bánh chủ động    4-Tronic (Mercedes-Benz 4Matic).
XGi360, từng được sử dụng cho New Chairman, được dùng cho model đầu tiên được chuyển thành động cơ 6 xi lanh thẳng hàng và động cơ Mercedes-Benz M113 5 lít và hộp số tự động 7G-Tronic được dùng trên hai model cao cấp, VVIP và phiên bản chiều dài cơ sở lớn. Cả phía trước và phía sau đều có màn hình riêng để điều khiển hệ thống giải trí trong xe, tương tự như MyGig của Chrysler.

### Động cơ
| Model  | Tên     | Động cơ                     | Dung tích | Công suất                     | Tiêu thụ nhiên liệu (Km/l) | Tốc độ (Km/h) |
| ------ | ------- | --------------------------- | --------- | ----------------------------- | -------------------------- | ------------- |
| 3.2 L6 | XGi3200 | 6 xi lanh thẳng hàng Petrol | 3199 Cm ³ | 165.5 kW (225 bhp) @ 6600 rpm | 8.1                        | 250           |
| 3.6 L6 | XGi3600 | 6 xi lanh thẳng hàng Petrol | 3598 Cm ³ | 184 kW (250 bhp) @ 6600 rpm   | 7.8                        | 250           |
| 5.0 V8 | XGi5000 | 8 xi lanh V-jobs, Petrol    | 4966 Cm ³ | 225 kW (306 bhp) @ 5600 rpm   | 7.3                        | 250           |